# Peruth Chemutai
Peruth Chemutai (ur. 10 lipca 1999 w Kapchorwie) – ugandyjska lekkoatletka, specjalizująca się w biegu na 3000 metrów z przeszkodami. Mistrzyni olimpijska z Tokio (2021) i wicemistrzyni olimpijska z Paryża (2024).
Rekord życiowy: 8:48,03 (30 sierpnia 2024, Rzym) – rekord Ugandy, 3. wynik w historii światowej lekkoatletyki.

## Osiągnięcia
| Rok  | Impreza                                   | Miejsce        | Konkurencja                   | Lokata      | Wynik   |
| ---- | ----------------------------------------- | -------------- | ----------------------------- | ----------- | ------- |
| 2015 | Igrzyska Wspólnoty Narodów młodzieży      | Apia           | bieg na 1500 metrów           | 2. miejsce  | 4:18,22 |
| 2015 | Igrzyska Wspólnoty Narodów młodzieży      | Apia           | bieg na 3000 metrów           | 2. miejsce  | 9:20,20 |
| 2016 | Mistrzostwa świata juniorów               | Bydgoszcz      | bieg na 3000 m z przeszkodami | 7. miejsce  | 9:49,29 |
| 2016 | Igrzyska olimpijskie                      | Rio de Janeiro | bieg na 3000 m z przeszkodami | eliminacje  | 9:31,03 |
| 2017 | Mistrzostwa świata w biegach przełajowych | Kampala        | bieg juniorek                 | 7. miejsce  | 19:29   |
| 2017 | Mistrzostwa świata                        | Londyn         | bieg na 3000 m z przeszkodami | eliminacje  | 9:43,04 |
| 2018 | Mistrzostwa świata juniorów               | Tampere        | bieg na 3000 m z przeszkodami | 2. miejsce  | 9:18,87 |
| 2018 | Mistrzostwa Afryki                        | Asaba          | bieg na 3000 m z przeszkodami | 5. miejsce  | 9:45,42 |
| 2019 | Mistrzostwa świata w biegach przełajowych | Aarhus         | bieg seniorek                 | 5. miejsce  | 36:49   |
| 2019 | Mistrzostwa świata                        | Doha           | bieg na 3000 m z przeszkodami | 5. miejsce  | 9:11,08 |
| 2021 | Igrzyska olimpijskie                      | Tokio          | bieg na 3000 m z przeszkodami | 1. miejsce  | 9:01,45 |
| 2022 | Mistrzostwa świata                        | Eugene         | bieg na 3000 m z przeszkodami | 11. miejsce | 9:21,93 |
| 2022 | Igrzyska Wspólnoty Narodów                | Birmingham     | bieg na 3000 m z przeszkodami | 3. miejsce  | 9:23,24 |
| 2023 | Mistrzostwa świata                        | Budapeszt      | bieg na 3000 m z przeszkodami | 7. miejsce  | 9:10,26 |
| 2023 | Mistrzostwa świata w biegach ulicznych    | Ryga           | bieg na 5 km                  | 23. miejsce | 16:09   |
| 2024 | Igrzyska afrykańskie                      | Akra           | bieg na 3000 m z przeszkodami | 2. miejsce  | 9:16,07 |
| 2024 | Igrzyska olimpijskie                      | Paryż          | bieg na 3000 m z przeszkodami | 2. miejsce  | 8:53,34 |